# Aleksandr Zotov
Bản mẫu:Eastern Slavic name
Aleksandr Vladimirovich Zotov (tiếng Nga: Алекса́ндр Влади́мирович Зо́тов, sinh ngày 27 tháng 8 năm 1990) là một cầu thủ bóng đá thi đấu ở vị trí tiền vệ trung tâm hay tiền vệ phòng ngự cho F.K. Dynamo Moskva.

## Sự nghiệp câu lạc bộ
Zotov ra mắt cho Spartak tại Giải bóng đá ngoại hạng Nga vào ngày 16 tháng 11 năm 2008 trong trận đấu với F.K. Luch-Energiya Vladivostok. Vào tháng 11 và tháng 12 năm 2008, anh tham gia Cúp UEFA với Dinamo Zagreb, N.E.C., và Tottenham Hotspur. Tuy nhiên anh ra sân trận đấu thứ hai đến tận ngày 21 tháng 7 năm 2010.

## Thống kê sự nghiệp
Tính đến 13 tháng 5 năm 2018
| Câu lạc bộ              | Mùa giải             | Giải vô địch         | Giải vô địch | Giải vô địch | Cúp     | Cúp       | Châu lục | Châu lục  | Tổng cộng | Tổng cộng |
| Câu lạc bộ              | Mùa giải             | Hạng đấu             | Số trận      | Bàn thắng    | Số trận | Bàn thắng | Số trận  | Bàn thắng | Số trận   | Bàn thắng |
| ----------------------- | -------------------- | -------------------- | ------------ | ------------ | ------- | --------- | -------- | --------- | --------- | --------- |
| F.K. Spartak Moskva     | 2008                 | Premier League       | 1            | 0            | 0       | 0         | 3        | 0         | 4         | 0         |
| F.K. Spartak Moskva     | 2009                 | Premier League       | 0            | 0            | 0       | 0         | –        | –         | 0         | 0         |
| F.K. Spartak Moskva     | 2010                 | Premier League       | 4            | 0            | 1       | 0         | 0        | 0         | 5         | 0         |
| F.K. Zhemchuzhina Sochi | 2011–12              | National League      | 16           | 1            | 2       | 0         | –        | –         | 18        | 1         |
| F.K. Spartak Moskva     | 2011–12              | Premier League       | 7            | 0            | 0       | 0         | 1        | 0         | 8         | 0         |
| F.K. Spartak Moskva     | 2012–13              | Premier League       | 0            | 0            | 0       | 0         | 0        | 0         | 0         | 0         |
| F.K. Tom Tomsk          | 2012–13              | National League      | 15           | 0            | 0       | 0         | –        | –         | 15        | 0         |
| F.K. Spartak-2 Moskva   | 2013–14              | Professional League  | 2            | 0            | 0       | 0         | –        | –         | 2         | 0         |
| FC Shinnik Yaroslavl    | 2013–14              | National League      | 26           | 2            | 0       | 0         | –        | –         | 26        | 2         |
| F.K. Arsenal Tula       | 2014–15              | Premier League       | 21           | 2            | 2       | 0         | –        | –         | 23        | 2         |
| F.K. Spartak Moskva     | 2015–16              | Premier League       | 20           | 0            | 1       | 1         | –        | –         | 21        | 1         |
| F.K. Spartak Moskva     | Tổng cộng (3 spells) | Tổng cộng (3 spells) | 32           | 0            | 2       | 1         | 4        | 0         | 38        | 1         |
| F.K. Dynamo Moskva      | 2016–17              | National League      | 30           | 3            | 3       | 0         | –        | –         | 33        | 3         |
| F.K. Dynamo Moskva      | 2017–18              | Premier League       | 14           | 2            | 1       | 0         | –        | –         | 15        | 2         |
| F.K. Dynamo Moskva      | Tổng cộng            | Tổng cộng            | 44           | 5            | 4       | 0         | 0        | 0         | 48        | 5         |
| Tổng cộng sự nghiệp     | Tổng cộng sự nghiệp  | Tổng cộng sự nghiệp  | 156          | 10           | 10      | 1         | 4        | 0         | 170       | 11        |